# Богородское (Духовницкий район)
Богородское — село в Духовницком районе Саратовской области.

## География
Село расположено на северо-востоке Саратовской области, вблизи границы с Самарской областью на левой стороне оврага Сухой Стерех, пересыхающей реки Сухой Стерех. Расстояние до Саратова — 350 километров, до Самарской области - 5 километров, до Самары — 130 километров. Ближайшие железнодорожные станции Приволжской региональной железной дороги — Тополек, 25 километров и Ишково, 20 километров. Федеральная трасса Р226 проходит в 28 километрах южнее Богородского.

## Население
| 2002 | 2010 |
| ---- | ---- |
| 424  | ↘314 |

## История
Село Богородское основано старообрядцами в 1765 году
- с 1769 г. по 1780 г. село в составе Астраханской губернии Саратовской провинции
- с 1780 г. по 1797 г. село в составе Астраханской губернии Саратовского наместничества Хвалынского уезда
- с 1797 г. по 1835 г. село в составе Саратовской губернии Хвалынского уезда
- с 1835 г. по 1851 г. село в составе Саратовской губернии Николаевского уезда
- с 1851 г. по 1918 г. село в составе Самарской губернии Николаевского уезда
- с 1918 г. по 1928 г. село в составе Самарской губернии Пугачевского уезда
- с 1928 г. по 1928 г. село в составе Нижне-Волжского края Пугачёвского округа Липовского района
- с 1928 г. по 1934 г. село в составе Нижне-Волжского края Пугачёвского округа Духовницкого района
- с 1934 г. по 1936 г. село в составе Саратовского края Духовницкого района
- с 1936 г. по настоящее время — в составе Саратовской области Духовницкого района

В 1804-1805 г. в село Богородское были переселены 76 человек из Тульской губернии Одоевской округи из разных селений.:
из с. Апухтино - 25 чел.
из дер. Нестерово - 6 чел.
из дер. Окороково - 6 чел.
из дер. Юшково - 39 чел.
Так же на протяжении всего XIX века происходило переселение людей в село Богородское из Московской губернии и Рязанской губернии.
В Списке населённых мест Российской империи по сведениям за 1859 год упоминается как казённое село Богородское, при реке Стерехе. Село относилось к Николаевскому уезду Самарской губернии. В населённом пункте проживало 1156 мужчин и 1264 женщины. В 1831 г. в селе была построена деревянная православная церковь с колокольней во Имя Архистратига Божия Михаила.
После крестьянской реформы село Богородское было отнесено к Никольской волости. Согласно населённым местам Самарской губернии по сведениям за 1889 год в селе насчитывался 598 дворов, проживали 3790 жителей. Земельный надел составлял 10 911 десятин удобной и 208 десятин неудобной земли, имелись церковь, земская школа, врач, 18 ветряных мельниц.
Согласно Списку населённых мест Самарской губернии 1910 года в селе Богородское проживали 2195 мужчин и 2235 женщин, в селе насчитывалось 754 дворов, в селе имелись 2 церкви, 2 молитвенных раскольнических дома, земская и церковно-приходская школы, также имелись фельдшер и акушерка.
Земельный надел составлял 10 911 десятин удобной и 208 десятин неудобной земли.

## Достопримечательности
Храм-часовня в честь иконы Божией Матери «Достойно Есть» построен в 2016 году.

## Экономика

### Промышленность
- ООО «ЮКОЛА-нефть»
- ПАО "Богородскнефть"

## Связь
Мобильная связь
- Мегафон GSM/2G
- Tele2 GSM/2G/3G/4G
- Билайн GSM/2G
- Yota GSM/2G

Интернет
- Ростелеком

Радио
- Губерния FM - 106,3 МГц;

Часовой пояс
Богородское, как и вся Саратовская область, находится в часовой зоне МСК+1. Смещение применяемого времени относительно UTC составляет +4:00.

## Известные личности
- Виктор Пахомович Темнов (1916—1978) — подполковник Советской Армии, участник Великой Отечественной войны, Герой Советского Союза (1945).
- Папыкин Александр Иванович - Заслуженный артист России. Актёр Оренбургского драматического театра им. М. Горького.

## Село в литературе
- Рясков Н.И. От войны до тюрьмы: Автобиографический рассказ Николая Ивановича Ряскова, участника Великой Отечественной войны, жертвы сталинских репрессий. http://samlib.ru/e/egorow_w_a/otvoinyidoturmyi.shtml